# ISAS
ISAS je počítačový informační systém pro okresní soudy obsahující zejména údaje o jednotlivých spisech, účastnících řízení a jejich adresách, soudních jednáních a vydaných rozhodnutích, jakož i dokumenty vztahující se k jednotlivým řízením. Nahradil mimo jiné dřívější papírové soudní rejstříky.
Na rozdíl od systému ISVKS, který byl vybudován na platformě Lotus Notes, je ISAS založen na systému Oracle. V poslední době jsou činěny pokusy propojit ISAS se systémem ISVKS tak, aby dokumenty okresního a krajského soudu v téže věci byly vzájemně dostupné v elektronické podobě.

## Historie
Počátek vývoje systému sahá do roku 1995, kdy byla společností CCA Plzeň zpracována studie proveditelnosti. Poté byl systém postupně vytvářen (po skupinách funkcí) a zkušebně zaváděn u vybraných soudů, po dokončení vývoje v roce 1997 pak začal být zaváděn i u dalších okresních soudů. V roce 1998 byl do systému doplněn nový modul pro agendu platebních rozkazů ve věcech pokut za nezaplacení jízdného na linkách veřejné dopravy a přeprogramován do nového vývojového prostředí.

## Další informační systémy v justici
- ISVKS – informační systém pro vrchní a krajské soudy
- ISNS – informační systém pro Nejvyšší soud České republiky
- ISNSS – informační systém pro Nejvyšší správní soud
- ISYZ – informační systém pro státní zastupitelství (studie proveditelnosti zpracována v roce 1996)
- ISIR – insolvenční rejstřík (od ledna 2008)
- IRES – ekonomický informační systém
- CSLAV („centrální SLAV“) – systém pro výkaznictví, v roce 2007 nahradil systém SLAV ("statistické listy a výkazy") a další programy

Soudy se dále významnou měrou podílejí na využívání ISDS (Informačního systému datových schránek).